# Gorsafawddacha'idraigodanheddogleddollônpenrhynareurdraethceredigion
Gorsafawddacha'idraigodanheddogleddollônpenrhynareurdraethceredigion (výslovnost ve velštině: gɔrsavauðaχaɪdraɪgɔdanhɛðɔglɛðɔɬoːnpɛnrhɪnarɛɨrdraːɨθkɛrɛdɪgɪɔn) je název zastávky na úzkorozchodné turistické drážce Fairbourne Railway v severním Walesu v hrabství Gwynedd. Na mapě vydané britským vládním úřadem pro mapování je uváděna pod názvem Golf Halt.